# Leni Neuenschwander
Leni Neuenschwander (* als Martha Helene Neuenschwander am 9. Juli 1909 in Oberdiessbach; † 5. November 2000 ebenda; heimatberechtigt in Höfen bei Thun) war eine Schweizer Sopranistin und Hochschullehrerin. Ihre Dokumentation Die Frau in der Musik gilt als «wichtiger Beitrag zum Thema».

## Leben und Wirken
Leni Neuenschwander war Tochter der Susanna Katharina geborene Zysset und des Kaufmanns Christian Gottfried Neuenschwander. Sie studierte Musik und Gesang in Lausanne, von 1932 bis 1937 bei Salvatore Salvati in Mailand, in Berlin sowie Salzburg, bei Aaltje Noordewier-Reddingius in Amsterdam und in Paris. Neuenschwander blieb unverheiratet.
Neuenschwander machte eine Karriere als Solistin. Sie war Sopranistin im Vokalquartett Salvati, dessen Leitung sie 1959, nach dem Tod des Gründers übernahm. An der Musikhochschule in Mannheim unterrichtete sie von 1951 bis 1978. Als Erste in Europa veranstaltete Neuenschwander internationale Wettbewerbe für Komponistinnen. Beispiele sind der des Lyceum-Clubs in Basel 1950 und ab 1961 die Wettbewerbe des Künstlerinnenverbands GEDOK in Mannheim. Während ihrer Mannheimer Zeit zeigte sie ihr frauenpolitisches Engagement und gründete 1957 den 7. deutschen Club von Soroptimist International nämlich den Club Mannheim/Heidelberg. Für die Amtszeit von 1962 bis 1964 war sie Präsidentin von Soroptimist International Deutschland. Im Jahr 1989 veröffentlichte sie die Dokumentation Die Frau in der Musik. Die internationalen Wettbewerbe für Komponistinnen 1950–1989.
Neuenschwander wurde 1939 Preisträgerin des internationalen Musikwettbewerbs in Genf. In Frankreich erhielt sie 1951 das Offizierskreuz der Palmes Académiques.

## Publikationen
- Die Frau in der Musik. Die internationalen Wettbewerbe für Komponistinnen 1950–1989; eine Dokumentation. Eigenverlag, Mannheim 1989.